# 육군훈련소지구병원
육군훈련소지구병원은 논산시에 위치한, 대한민국 국군의 육군훈련소 예하에 속하는 병원이다.
2003년 3월 1일에 국군논산병원이라는 이름으로 건립되었다. 2011년 11월 1일 현재의 이름으로 변경되었다. 진료는 월요일부터 금요일까지 오전 8시부터 오후 6시까지 이루어지며 외과, 내과 등 총 11개 진료과목으로 편성하고 있다.

## 같이 보기
- 국군수도병원